# Partido Nacional Popular (Chile)
El Partido Nacional Popular (Panapo) fue un partido político chileno de derecha, de tendencia nacionalista, que existió entre 1958 y 1960.

## Historia

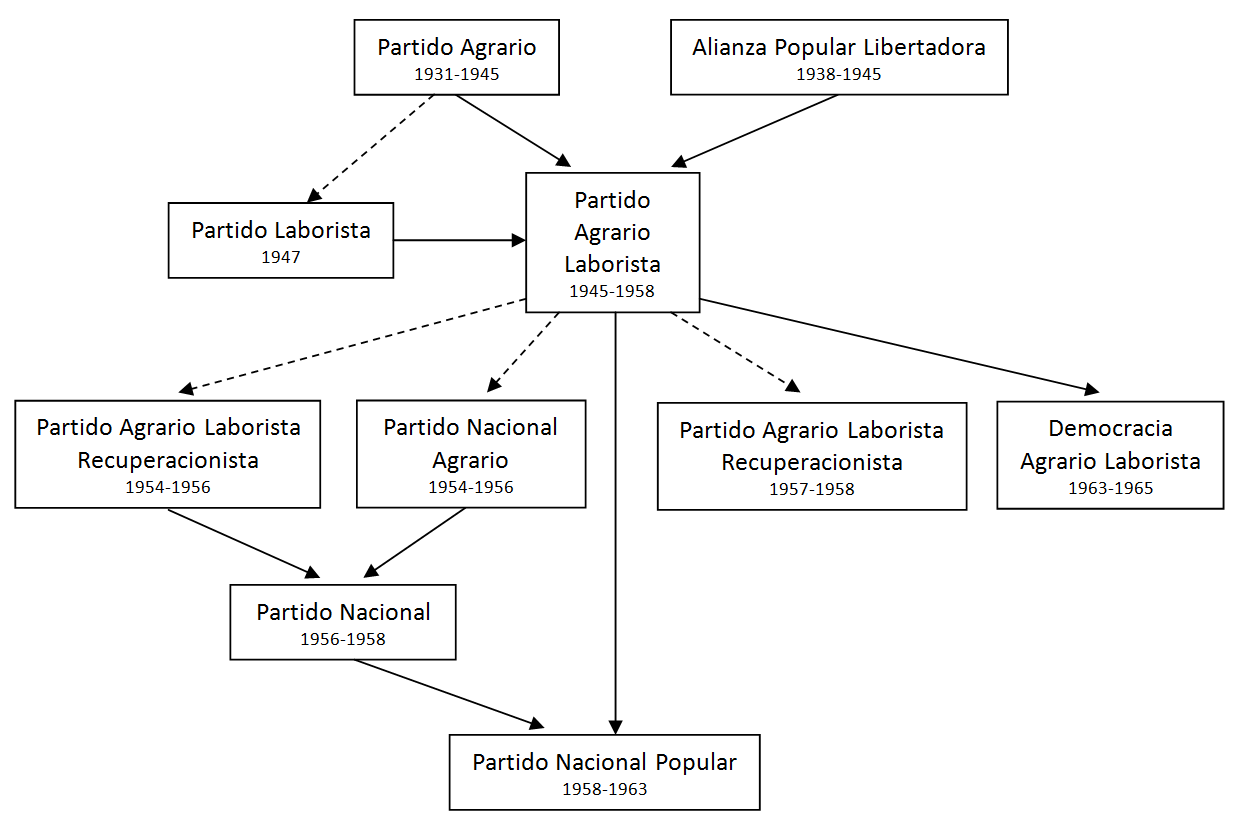
Esquema que muestra la relación histórica de los partidos agrario-laboristas.

El partido fue fundado el 12 de octubre de 1958 por políticos provenientes de partidos ibañistas como producto de la fusión del Partido Agrario Laborista y el Partido Nacional. Sus principales dirigentes fueron Julián Echavarri, Orlando Latorre, Mario Hamuy Berr y Sergio Onofre Jarpa.
Durante las elecciones municipales de 1960 el Panapo obtuvo 57 ediles, con 52.843 votos, 4,50% del total emitido. En aquel año su presidente era Javier Lira Merino.
El 18 de septiembre de 1960 el Panapo fue uno de los partidos fundadores del Partido Democrático Nacional.

## Resultados electorales

### Elecciones municipales
| Elección | Votos  | % de votos      | Regidores |
| -------- | ------ | --------------- | --------- |
| 1960     | 52 843 | \| \| 4,50 % \| | 57/1558   |
|          | 4,50 % |                 |           |